# شهر جدید رامین
شهر جدید رامین، یکی از شهرهای اقماری است که طراحی آن در دهه ۶۰ در نزدیکی شهر اهواز آغاز شد و امروزه در محدوده شهرستان باوی از توابع استان خوزستان واقع شده است. این شهر در سال ۱۳۶۸ به منظور جذب و اسکان سرریز جمعیت شهر اهواز در محدوده مکانی حدود ۷۰۰۰ هکتار و با محدوده استحفاظی ۲۴۰۰ هکتار و طرح جامع ۶۰۰ هکتار برای جمعیتی معادل ۶۳۰۰۰ نفر تا سال ۱۳۹۵ مکانیابی و در سال ۱۳۸۳ به تصویب شورای عالی شهرسازی رسید. به دلایلی  ازجمله کمبود امکانات و امنیت، رغبتی برای زندگی در این شهر جدید وجود نداشته و برخی این طرح را شکست مطلق سیاستگذاری وزارت مسکن دانسته‌اند. 

این شهر در جوار جاده مواصلاتی اهواز - شوشتر واقع شده‌است. با وجود ساخت و سازها، این شهر تا کنون مسکونی نشده است. با وجود مسکونی نبودن شهر رامین، مسکن مهر نیز در کنار آن ساخته شد که آن هم مسکونی نشد. جانمایی شهر جدید رامین و فقدان برخی امکانات و خدمات شهری همیشه مورد انتقاد متقاضیان بوده و یکی از عوامل دافعه برای سکونت در این شهرک است. 

## شرایط اقلیمی و موقعیت جغرافیایی
محدوده اراضی شهر جدید دارای تابستان‌های گرم و زمستان‌های معتدل و ملایم است. درجه حرارت موقعیت شهر رامین به‌طور متوسط حدود ۵–۳ درجه خنک تر از شهر اهواز است. وجود رودخانه کارون و حدود چهار رودخانه عمده در جبهه غربی شهر جدید و کاهش حرارت توسط بادهای غربی دارای تأثیرات مطلوبی بر شهر جدید رامین بوده و نوسانات درجه حرارت در شبانه روز ۶/۱۵ درجه سانتیگراد، میزان متوسط بارندگی سالیانه ۲۰۵ میلیمتر و میانگین رطوبت نسبی ۴۳ درصد گزارش گردیده‌ است.

## دلایل مکان‌یابی و ویژگی‌ها
- زمینه‌های مکان‌یابی و احداث شهر جدید رامین شامل مجموعه‌ای از منابع اقتصادی – اجتماعی و اکولوژیک است که این ساختارهای فیزیکی و بیولوژیکی منطقه را در بر می‌گیرد.
- پیوستگی جغرافیایی منطقه به نحوی است که کلیه نقاط جمعیتی در فواصل قابل قبولی نسبت به یکدیگر قرار دارند.
- بهره‌مندی از موقعیت آب و هوایی نسبتاً مناسب.
- اتصال به شبکه ریلی کشور توسط راه‌آهن اهواز.
- نزدیکی به فرودگاه بین‌المللی اهواز
- مجاورت با مناطق آزاد تجاری که یک پتانسیل بسیار مهم در شکوفایی و توسعه اقتصادی می‌باشد.
- زیر ساخت‌های ارتباطی مناسب.
- وجود تأسیسات مربوط به تولید و انتقال نیروی برق (نیروگاه‌های زرگان و رامین)
- توسعه شهر در اراضی غیر کشاورزی.
- وجود کیفیت مناسب فیزیکی و شیمیایی خاک.
- رعایت ملاحظات مربوط به کنترل و دفع آبهای سطحی.
- هماهنگی موقعیت انتخابی با ملاحظات فرهنگی و اجتماعی.
- ایجاد شهری خودکفا از نظر اقتصادی با تنوع شغلی لازم.

## مهمترین ویژگی‌ها و امتیازات بارز شهر رامین
1. عبور رودخانه عظیم کارون از کنار محدوده شهر.
2. مجاورت با مناطق آزاد تجاری مثل اروند و خرمشهر که یک پتانسیل بسیار مهم در شکوفایی و توسعه اقتصادی می‌باشد.
3. امکان ارتباط مناسب و ایده‌آل با کشورهای حوزه خلیج فارس و بنادر آزاد و دارا بودن امکان دسترسی از طریق راه‌های زمینی، آبی و ریلی.
4. فاصله مناسب از شهر اهواز.
5. نزدیکی به نیروگاه برق رامین و زرگان جهت تأمین برق شهر با حداقل هزینه ممکن.
6. وجود دانشگاه بین‌المللی کشاورزی رامین.
7. عبور آزادراه بندر امام – تهران در جوار این شهر